# Communauté de communes de La Châtre et Sainte-Sévère
La communauté de communes de La Châtre et Sainte-Sévère est une communauté de communes française, située dans le département de l'Indre, en région Centre-Val de Loire.

## Historique
- 26 décembre 2001 : création de la communauté de communes[1],[2].

## Territoire communautaire

### Géographie
La communauté de communes se trouve dans le sud-est du département et dispose d'une superficie de 642,80 km2.
Elle s'étend sur 30, communes, dont 26 dans le canton de La Châtre et 4 dans le canton de Neuvy-Saint-Sépulchre.

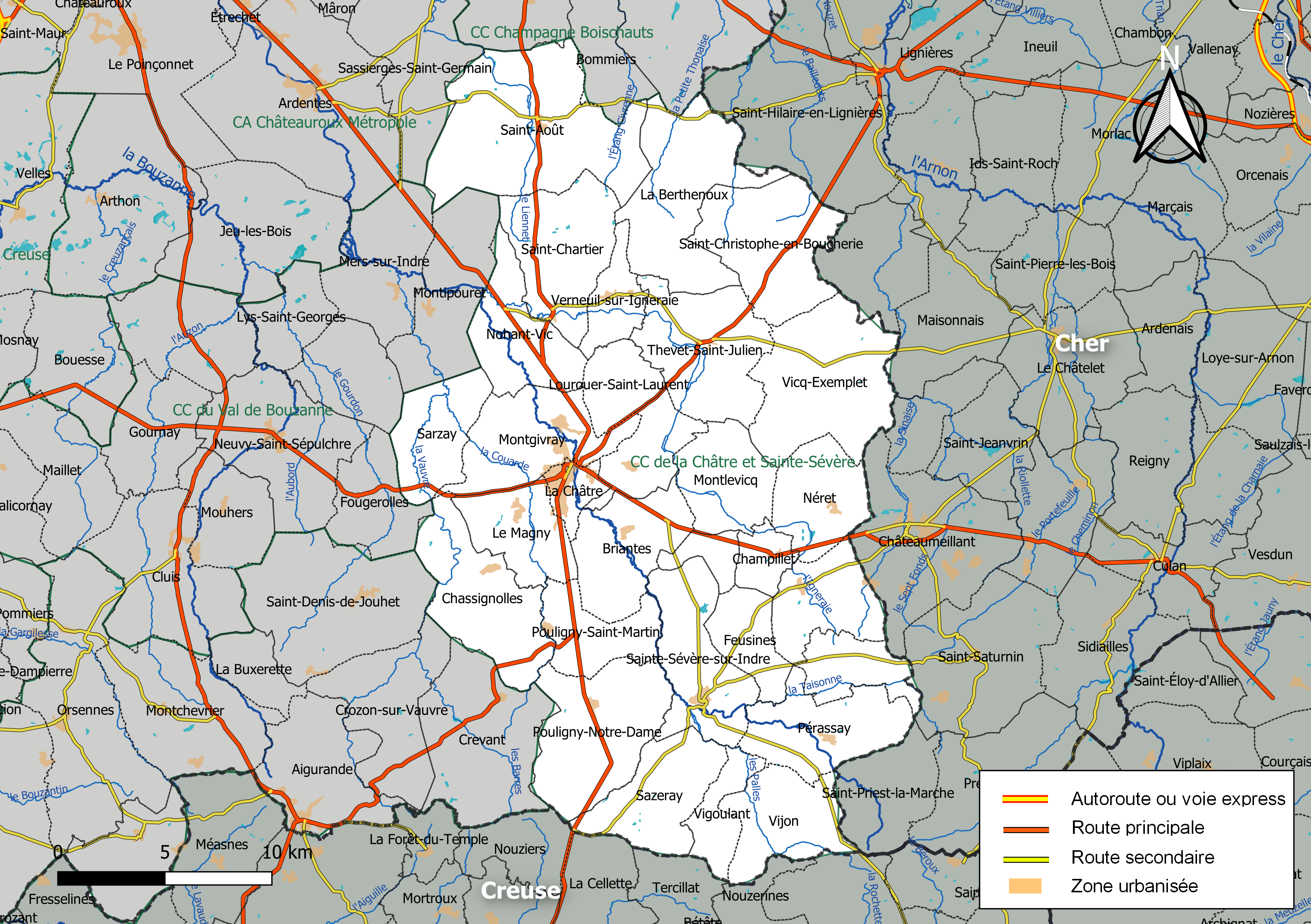
Carte de la communauté de communes de La Châtre et Sainte-Sévère au 1er janvier 2019.

### Composition

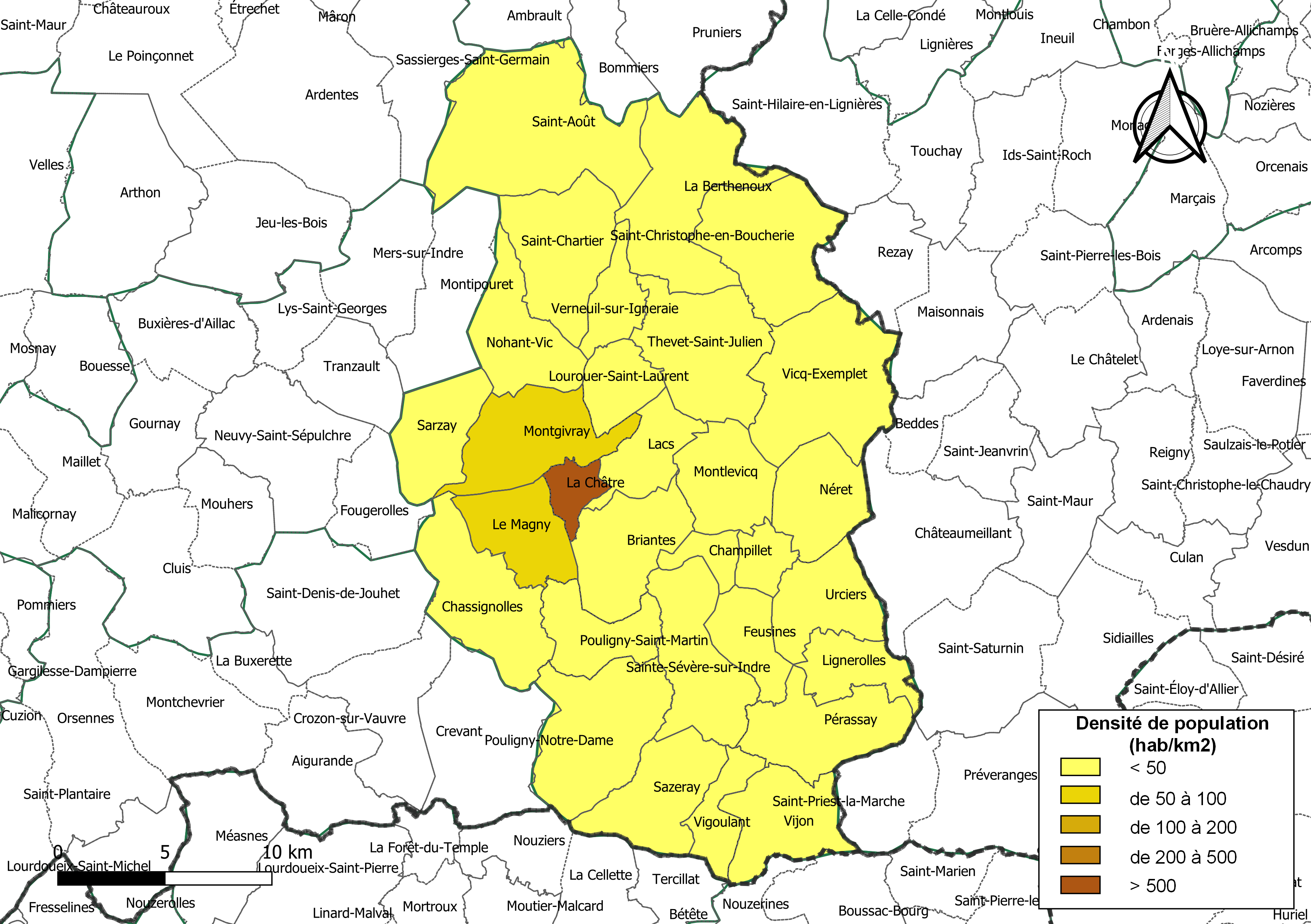
Carte des densités de population (millésimée 2016) des communes de la communauté de communes de La Châtre et Sainte-Sévère. Composition en communes au 1er janvier 2019.

La communauté de communes est composée des 30 communes suivantes :

| Nom                           | Code Insee | Gentilé          | Superficie (km2) | Population (dernière pop. légale) | Densité (hab./km2) |
| ----------------------------- | ---------- | ---------------- | ---------------- | --------------------------------- | ------------------ |
| La Châtre (siège)             | 36046      | Castrais         | 6,06             | 4 038 (2022)                      | 666                |
| La Berthenoux                 | 36017      | Bertheloniens    | 39,82            | 361 (2022)                        | 9,1                |
| Briantes                      | 36025      | Briantais        | 23,12            | 596 (2022)                        | 26                 |
| Champillet                    | 36038      | Champillois      | 6,94             | 126 (2022)                        | 18                 |
| Chassignolles                 | 36043      | Chassignollais   | 29,94            | 533 (2022)                        | 18                 |
| Feusines                      | 36073      | Feusinois        | 12,49            | 208 (2022)                        | 17                 |
| Lacs                          | 36091      | Lacubusiens      | 13,46            | 655 (2022)                        | 49                 |
| Lignerolles                   | 36095      |                  | 13               | 115 (2022)                        | 8,8                |
| Lourouer-Saint-Laurent        | 36100      |                  | 11,21            | 250 (2022)                        | 22                 |
| Le Magny                      | 36109      |                  | 17,84            | 1 015 (2022)                      | 57                 |
| Montgivray                    | 36127      | Montgivrains     | 25,48            | 1 557 (2022)                      | 61                 |
| Montlevicq                    | 36130      | Lévicomontains   | 18,79            | 106 (2022)                        | 5,6                |
| La Motte-Feuilly              | 36132      |                  | 5,68             | 74 (2022)                         | 13                 |
| Néret                         | 36138      | Néretois         | 19,05            | 188 (2022)                        | 9,9                |
| Nohant-Vic                    | 36143      | Nohantais        | 21,25            | 451 (2022)                        | 21                 |
| Pérassay                      | 36156      | Pérassayens      | 24,19            | 415 (2022)                        | 17                 |
| Pouligny-Notre-Dame           | 36163      |                  | 33,75            | 641 (2022)                        | 19                 |
| Pouligny-Saint-Martin         | 36164      |                  | 15,66            | 232 (2022)                        | 15                 |
| Saint-Août                    | 36180      | Saint-Aygulphins | 54,11            | 817 (2022)                        | 15                 |
| Saint-Chartier                | 36184      | Cartériens       | 27,52            | 465 (2022)                        | 17                 |
| Saint-Christophe-en-Boucherie | 36186      |                  | 26,89            | 234 (2022)                        | 8,7                |
| Sainte-Sévère-sur-Indre       | 36208      | Sévérois         | 26,03            | 775 (2022)                        | 30                 |
| Sarzay                        | 36210      |                  | 18,3             | 300 (2022)                        | 16                 |
| Sazeray                       | 36214      |                  | 22,69            | 296 (2022)                        | 13                 |
| Thevet-Saint-Julien           | 36221      |                  | 30,94            | 395 (2022)                        | 13                 |
| Urciers                       | 36227      | Urciérois        | 19,02            | 239 (2022)                        | 13                 |
| Verneuil-sur-Igneraie         | 36234      |                  | 9,84             | 343 (2022)                        | 35                 |
| Vicq-Exemplet                 | 36236      | Vicquois         | 38,74            | 321 (2022)                        | 8,3                |
| Vigoulant                     | 36238      |                  | 9,71             | 99 (2022)                         | 10                 |
| Vijon                         | 36240      | Vijonais         | 21,26            | 289 (2022)                        | 14                 |

### Démographie
| 1968   | 1975   | 1982   | 1990   | 1999   | 2006   | 2011   | 2016   |
| ------ | ------ | ------ | ------ | ------ | ------ | ------ | ------ |
| 20 052 | 18 583 | 17 973 | 17 360 | 17 111 | 17 291 | 17 227 | 16 673 |

## Administration

### Siège
Le siège de la communauté de communes est à La Châtre, Place du Général de Gaulle,.

### Élus
La communauté de communes est gérée par un conseil communautaire composé pour la mandature 2014-2020 de 54 membres représentant chacune des communes membres et élus pour la durée du mandat municipal. Ils étaient répartis comme suit[réf. nécessaire] :

- 10 délégués pour La Châtre ; 

- 4 délégués pour Montgivray ;

- 3 délégués pour Le Magny

- 2 délégués pour La Berthenoux, Briantes, Chassignolles, Lacs, Nohant-Vic, Pouligny-Notre-Dame, Saint-Août, Saint-Chartier, Sainte-Sévère-sur-Indre et Thevet-Saint-Julien ; 

- 1 délégué (ou son suppléant) pour les autres communes (Champillet, Feusines, Lignerolles, Lourouer-Saint-Laurent, Montlevicq, La Motte-Feuilly, Néret, Pérassay, Pouligny-Saint-Martin, Saint-Christophe-en-Boucherie, Sarzay, Sazeray, Urciers, Verneuil-sur-Igneraie, Vicq-Exemplet, Vigoulant et Vijon).
Pour tenir des évolutions démographiques des communes, la composition du conseil communautaire est remaniée à compter des élections municipales de 2020 dans l'Indre, avec un nombre de sièges réduit à 48 conseillers répartis comme suit : 

- 11 délégués pour La Châtre ; 

- 4 délégués pour Montgivray ; 

- 3 délégués pour Le Magny ; 

- 2 délégués pour Saint-Août, Sainte-Sévère-sur-Indre et Pouligny-Notre-Dâme ; 

- 1 délégué ou son suppléant pour les autres communes.
À la suite des élections municipales de 2014 dans l'Indre, le conseil communautaire du 17 avril 2014 a réélu son président, Nicolas Forissier et désigné ses sept vice-présidents qui sont : 
1. François Daugeron (commission économie et voirie) ;
2. Alain Verrier (finances) ;
3. Maryse Rouillard (commission personnel et bibliothèque et cadre de vie) ;
4. Roger Génichon (commission abattoir) ;
5. Patrick Judalet (commission environnement) ;
6. Pascal Chéramy (commission jeunesse, équipements sportifs et de loisirs) ;
7. Danielle Lamy (commission tourisme et culture[8]).

Nicolas Forissier ayant été élu député de la deuxième circonscription de l'Indre en 2017 et, frappé par la législation limitant le cumul des mandats en France, démissionne de son mandat de président de l'intercommunalité. Le conseil communautaire de juillet 2017 a élu son nouveau président, François Daugeron, maire de Sainte-Sévère-sur-Indre, et ses vice-présidents pour la fin de la mandature 2017-2020, qui sont :
1. Patrick Judalet, maire de La Châtre ;
2. Maryse Rouillard, maire de La Motte-Feuilly ;
3. René Génichon, maire de Vigoulant ;
4. Pascal Chéramy, maire de Lourouer-Saint-Laurent ;
5. Danielle Lamy, maire de Pouligny-Notre-Dame ;
6. Céline Bihel, conseillère municipale d'opposition à La Châtre ;
7. Jean-Luc Mançois, maire de Saint-Christophe-en-Boucherie

Le président, les vice-présidents et 7 autres membres forment ensemble le bureau communautaire, qui est l'exécutif de l'intercommunalité pour la fin de la mandature 2014-2020.

### Liste des présidents
| Période      | Période      | Identité          | Étiquette | Qualité |
| ------------ | ------------ | ----------------- | --------- | --- |
| janvier 2002 | juillet 2017 | Nicolas Forissier | UMP → LR  | Secrétaire d'État (2004-2005) Député de l'Indre (2e circ.) (2017 → ) Conseiller régional du Centre-Val de Loire (2015 → ) Maire de La Châtre (1995 → 2017) Démissionnaire à la suite de son élection comme député. |
| juillet 2017 | En cours     | François Daugeron | DVD       | Garagiste Conseiller général de Sainte-Sévère (2011 → 2015) Maire de Sainte-Sévère-sur-Indre (2014 → ) |

### Compétences
L'intercommunalité exerce les compétences qui lui ont été transférées par les communes membres, dans les conditions fixées par le code général des collectivités territoriales, comme :
- le schéma de cohérence territoriale ;
- la réalisation de travaux afférents à l'aménagement de la zone de l'ancienne gare de Montgivray - La Châtre ;
- la création, aménagement, entretien et gestion de zones d'activités industrielles, commerciales, tertiaires, artisanales ou touristiques ;
- les mesures d'accompagnements permettant de renforcer les investissements réalisés par les collectivités, l’État ou l'Europe dans le domaine des TIC (réalisation des infrastructures de haut débit) ;
- la gestion et développement de l'abattoir régional du Boischaut ;
- la création et extension d'immobilier d'entreprises ;
- les actions de promotion et d'animation dans les domaines économique et touristique ;
- l'aménagement, développement et gestion du circuit automobile ;
- l'aménagement, développement et gestion de sites touristiques ;
- l'aménagement, développement et gestion des offices de tourisme et syndicats d'initiative publics ;
- la collecte, élimination et valorisation des déchets ménagers ;
- les actions favorisant la connaissance, la mise en valeur, l'entretien et la protection du paysage afférents aux cours d'eau (restauration des berges à l'exception de leur curage et des ouvrages d'art) ;
- la proposition de zone de développement et de toutes actions permettant de favoriser les énergies renouvelables ;
- les actions permettant de favoriser les économies de l'eau ;
- la création, aménagement et entretien de la voirie des voies d'accès des zones d'activités ;
- la construction, aménagement, entretien et gestion des équipements culturels, sportifs ou de loisirs ;
- la politique du logement et du cadre de vie.

### Régime fiscal et budget
La communauté de communes est un établissement public de coopération intercommunale à fiscalité propre.
Afin de financer l'exercice de ses compétences, l'intercommunalité perçoit la fiscalité professionnelle unique (FPU) – qui a succédé à la taxe professionnelle unique (TPU) – et assure une péréquation de ressources entre les communes résidentielles et celles dotées de zones d'activité.
L'établissement perçoit une dotation globale de fonctionnement (DGF) bonifiée (DGF), la redevance d'enlèvement des ordures ménagères (REOM) — qui finance le fonctionnement de ce service public — et la taxe de séjour.
Elle ne verse pas de dotation de solidarité communautaire (DSC) à ses communes membres.
|                        | 2010        |
| Budgets fonctionnement | 4 182 216 € |
| Budgets investissement | 4 017 201 € |
| Budgets total          | 8 199 417 € |

### Identité visuelle
Logos successifs de la communauté de communes.

Le logo depuis 2001.

## Projets et réalisations
Les projets sont cités ci-dessous :
- maison de santé pluridisciplinaire ;
- maison des jeunes, de la culture et des savoirs.